# GSカルテックス

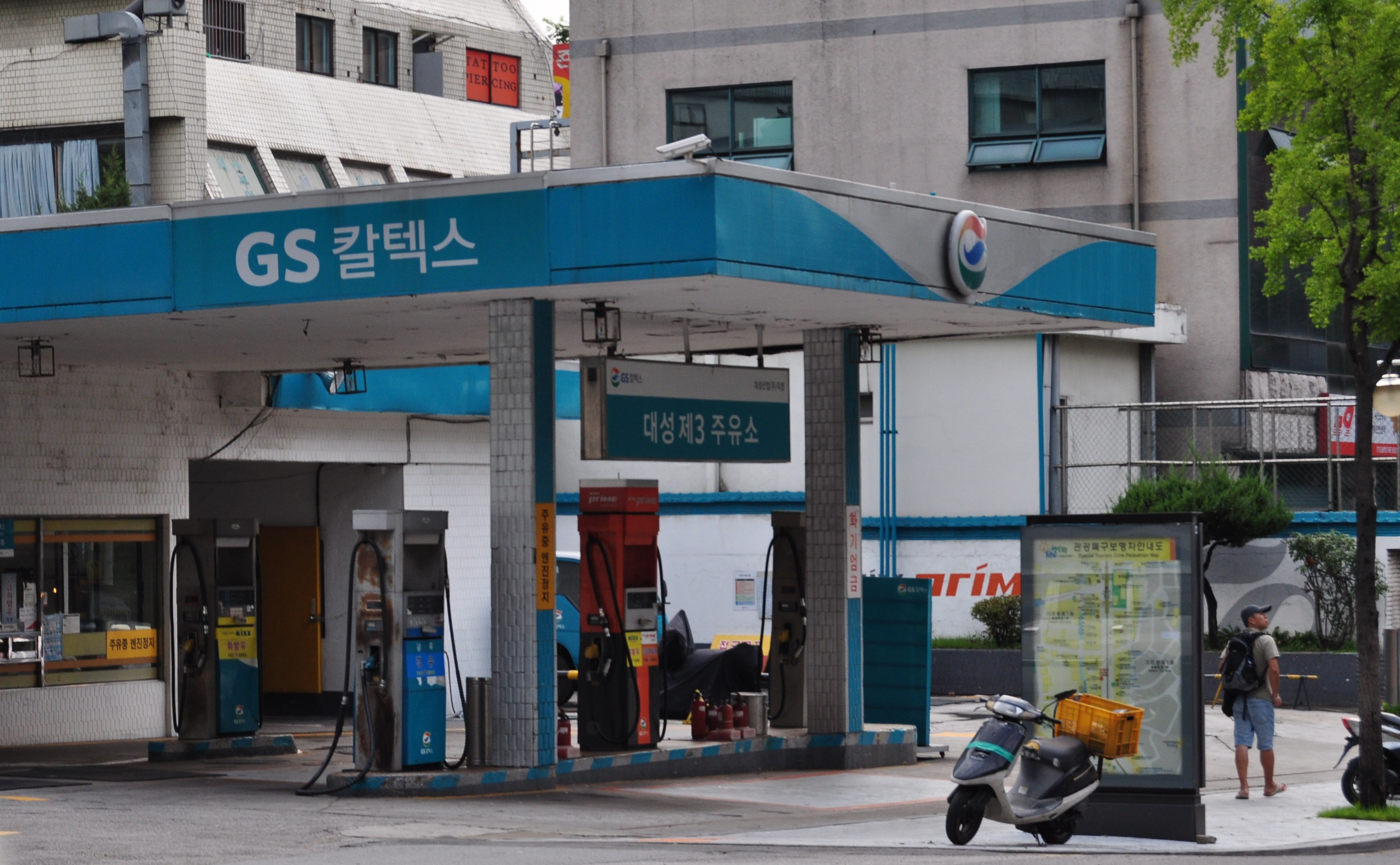
ソウル特別市にあるGSカルテックスのガソリンスタンド

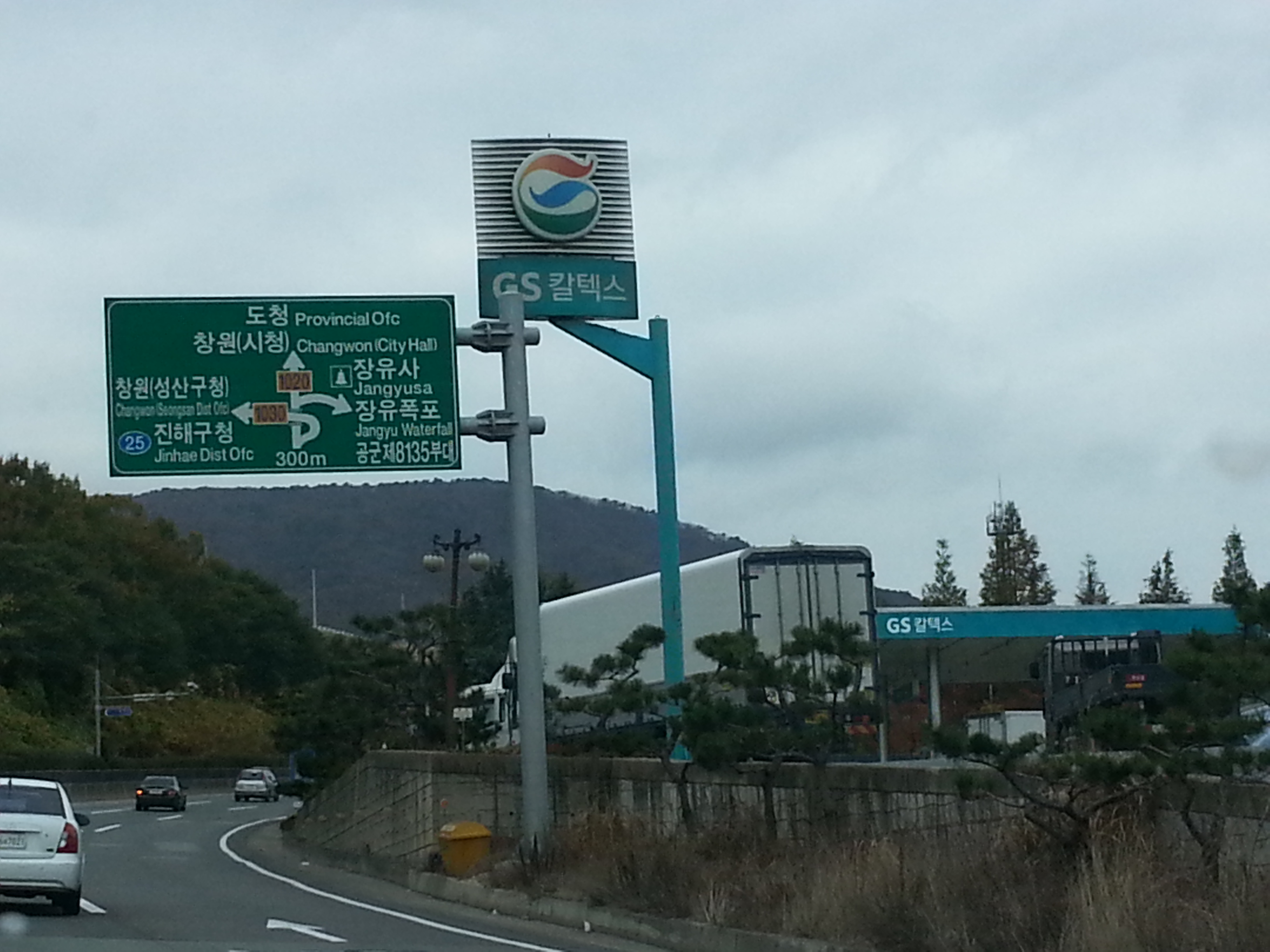
昌原市にあるGSカルテックスのガソリンスタンド

GSカルテックス（GS Caltex）は韓国GSグループと米シェブロンが共同で設立した石油会社である。

## 概要
SKエナジー（SKイノベーションの子会社）、HD現代オイルバンク、S-OILと並ぶ韓国4大精油企業のひとつ。1967年5月、湖南精油として設立。2004年まではLGグループの一員だった。本社はソウル特別市江南区にあり、麗水市と仁川広域市に工場がそれぞれある。

## 顧客情報流出
2008年9月、江南区駅三洞歓楽街の路地裏で、GSカルテックスの顧客情報1125万人分がインターネットに流出した。流出の疑いで主犯格のGSネックスプレゼンテーション従業員に懲役1年6ヶ月、他の3人にも1年の実刑判決を受けた。